# Oxycheilinus celebicus
Oxycheilinus celebicus es una especie de peces de la familia Labridae en el orden de los Perciformes.

## Morfología
Los machos pueden llegar alcanzar los 24 cm de longitud total.

## Distribución geográfica
Se encuentra desde las Molucas hasta las Islas Salomón, el sur del Japón y Tonga.